# Killzone 3
Killzone 3 è un videogioco sviluppato da Guerrilla Games e pubblicato da Sony Computer Entertainment. È il quarto capitolo della serie Killzone che è iniziata su PlayStation 2 con Killzone e proseguita con Killzone: Liberation sulla PSP e Killzone 2 su PlayStation 3. Il gameplay viene reso più veloce ed immediato, la trama è stata migliorata ulteriormente e viene introdotta una modalità cooperativa (sia online che offline). Inoltre il gioco può essere giocato con il Playstation Move e con un televisore 3D.
Gli eventi di Killzone 3 riprendono immediatamente dopo la fine di Killzone 2: Sev e Rico, dopo aver ucciso il colonnello Radec e l'imperatore Scolar Visari, cercheranno, insieme al capitano Narville e gli ultimi soldati dell'ISA (Interplanetary Strategic Alliance), di fuggire da Helghan, dopo che gli Helghast hanno distrutto con una bomba nucleare la loro capitale, Pyrrhus, uccidendo la maggioranza delle truppe dell'esercito ISA, lasciando il resto allo sbando. Per la guida del pianeta Helghan, dopo la morte di Visari, si fronteggeranno l'ammiraglio Orlock, comandante di tutte le forze armate Helghast, e Jorhan Stahl, presidente delle Stahl Arms (principale fornitrice di armi per l'esercito Helghast), creando un conflitto dentro la guerra tra Helghast e ISA, quest'ultima divenuta solo un interesse politico per i due pretendenti al trono di Visari. Ma i piani degli Helghast vanno ben oltre l'eliminazione degli ISA e ben presto si scopriranno le loro vere intenzioni.

## Trama
La storia inizia sei mesi dopo la morte di Visari nello stabilimento sud delle Stahl Arms dove, giocando nei panni di un soldato Helghast, veniamo assegnati al poligono di tiro dove faremo pratica con delle armi (questa missione funge da tutorial per il gioco). Dopo il poligono veniamo assegnati alla sala conferenze dove Jorhan Stahl terrà un discorso alla nazione, giustiziando il capitano Narville, caduto misteriosamente prigioniero degli Helghast. Arrivati alla sala conferenze ci viene dato l'ordine di giustiziare Narville. Prima di sparare, però, il nostro personaggio svela la sua vera identità: è il sergente Sevchenko, che immediatamente punta l'arma verso Stahl.
A questo punto il gioco ci porta sei mesi prima, davanti al palazzo di Visari, dove Sev e il resto dell'esercito ISA cercano di scappare da Helghan dopo l'arrivo di un'imponente flotta d'incrociatori nemici che si dirige verso le ultime navi alleate per distruggerle. Il tempo scarseggia e Sev e Rico salgono a bordo di un blindato, insieme al convoglio di Narville, per raggiungere il punto d'evacuazione. Dopo poco, però, veniamo speronati da alcuni carri nemici, per poi ritrovarci a riunirsi al convoglio dopo alcuni scontri. Dopo aver attraversato il fiume Corinth e un'autostrada, i due soldati si mettono alla guida di due esoscheletri, con l'obiettivo di eliminare le ultime resistenze Helghast che li separano dal punto di evacuazione. Una volta eliminati i soldati e le posizioni antiaeree, Rico riceve una richiesta di aiuto da parte di Jammer e alcuni soldati, rimasti intrappolati dalle forze Helghast. Allora Rico decide di andare ad aiutarli, andando contro gli ordini di Narville e lasciando Sev da solo. Uccisi gli ultimi nemici Sev, Narville e alcuni soldati raggiungono il punto di evacuazione ma ormai è troppo tardi: gli ultimi incrociatori alleati lasciano il pianeta lasciando gli ultimi soldati ISA a un triste destino. Sev e Narville si dirigeranno verso un punto d'evacuazione alternativo, mentre Rico e Jammer vengono apparentemente travolti da un incrociatore alleato mentre stava precipitando. Sev e gli ultimi ISA non hanno scelta: devono fuggire verso dei rifugi di fortuna, dopo che l'ultimo incrociatore ISA precipita in fiamme.
Sei mesi dopo il senato di Helghan decide di considerare l'affidamento di tutto l'esercito Helghast a Stahl per eliminare gli ultimi superstiti ISA, dopo che Orlock ha fallito nel trovarli e ucciderli. Stahl allora promette che non deluderà le aspettative del senato e che manderà un messaggio in diretta a tutta la nazione che renderà la scelta del senato molto più semplice.
Nel frattempo gli ultimi soldati ISA, rifugiatisi nella giungla di Kaznan sotto la guida di Narville, cercano di comunicare con la Terra in cerca di una via di fuga da Helghan. Ma il collegamento salta e Narville ordina a Sev e Kowalski di andare a ripristinarlo, sapendo che le poche chance di tornare a casa dipendono dalle comunicazioni con la Terra. Dopo aver ucciso alcuni soldati nemici furtivamente, i due soldati scoprono che gli Helghast hanno allestito un grande accampamento militare e che sono pronti a sferrare un attacco contro la postazione ISA: Sev ordina a Kowalski di tornare indietro per avvertire Narville, mentre lui riattiva il collegamento. Appena attivato, una comunicazione dalla Terra ordina a tutte le truppe ISA di arrendersi per poterli fare tornare sulla Terra come prigionieri di guerra. Narville si dimostra contrario all'ordine dato dal comando, sapendo che gli Helghast preferiscono uccidere che fare prigionieri, mentre Sev decide di tornare indietro per aiutare i compagni impegnati nello scontro con gli Helghast. Ma questi ultimi sono troppi e alla fine riescono a catturare Narville e Sev, giustiziando Kowalski e gli altri sopravvissuti.
A questo punto Sev e Narville vengono trasportati verso gli stabilimenti di Stahl, ma durante il viaggio accade un imprevisto: riappare Rico, dopo sei mesi, che insieme a Jammer riesce a salvare Sev dalla custodia degli Helghast, ma non Narville. Allora Sev e Rico si fanno strada tra le raffinerie di Stahl fra i ghiacci polari di Helghan per salvarlo. Dopo aver distrutto tutte le postazioni antiaeree e alcuni soldati muniti di jetpack, Sev e Rico si travestono da Helghast per infiltrarsi nello stabilimento di Stahl. In seguito i due soldati con alcuni diversivi, riescono a raggiungere la sala trasmissioni dove Stahl è in procinto di mandare in onda il suo messaggio. Durante il messaggio Stahl ordina a Sev di uccidere Narville ma, mentre l'arma si carica, il sergente rivela la sua vera identità e la punta verso Stahl, il quale fugge. Allora Sev e Rico decidono di andare alla sala computer per prendere alcune informazioni nemiche, mentre Narville va a salvare gli altri prigionieri. Sev e Rico raggiungono la sala computer e, dopo alcuni scontri all'interno dei laboratori, vengono a conoscenza dei piani militari degli Helghast: essi infatti hanno intenzione di distruggere la Terra con una nuova arma basata sulla petrusite irradiata, per poi sottomettere tutte le colonie. A questo punto Sev, Rico, Narville e gli altri prigionieri riescono a sconfiggere la resistenza nemica nello stabilimento e a scappare: tuttavia mentre Narville e gli altri prigionieri vengono presi da Jammer, Sev e Rico decidono di scendere la montagna con un rompighiaccio. Dopo un inseguimento da parte degli Helghast e un bombardamento da uno speciale incrociatore nemico (progettato da Stahl), i due soldati raggiungono una valle per poi avanzare verso l'ascensore spaziale, l'unico mezzo per raggiungere la stazione orbitale, dove si stanno raggruppando tutte le navi Helghast, per avvisare la Terra e per cercare d'impedire l'attacco.
La figuraccia che Stahl ha fatto durante il suo messaggio spinge il senato a nominare Orlock nuovo autarca di Helghan, costringendo Stahl a cedere i suoi piani militari a Orlock sulla stazione orbitale sopra il pianeta. Quest’ultimo, tuttavia, ordina ai suoi uomini di uccidere Stahl appena gli consegnerà i piani militari. Raggiunta la valle Sev e Rico osservano l'esercito ISA, guidato da Narville e Jammer, avvicinarsi all'ascensore spaziale, ma succede un imprevisto: uno strano sistema difensivo viene attivato, uccidendo alcuni soldati alleati. Sev e Rico allora decido di distruggere il sistema difensivo con una fabbrica semovente, situata nelle vicinanze. Per raggiungere la fabbrica Sev e Rico si fanno strada in una valle piena di rottami, dove si fronteggeranno con diversi nemici, sentinelle volanti e un corazzato. Dopo aver eliminato la resistenza nemica e alcuni soldati con il jetpack, Sev e Rico si impossessano della fabbrica semovente, facendola schiantare contro il sistema difensivo, disattivandolo. Adesso l'esercito ISA può continuare la sua marcia ma un altro problema compare: un MAWRL, una gigantesca macchina da guerra Helghast, ostacola l'avanzata, uccidendo una parte dell'esercito. Sev allora decide di distruggerlo, mentre Rico lo distrae con gli incursori. Il piano sembra funzionare e ormai l'ascensore spaziale è vicino, ma il MAWRL riprende ad attaccare. Allora, a bordo di un incursore, Sev e gli altri soldati distruggono il MAWRL e raggiungono l'ascensore. A questo punto gli ultimi soldati ISA si dividono i due gruppi: uno guidato da Jammer con lo scopo di avvisare la Terra, e l'altro guidato da Narville, insieme a Sev e a Rico, per eliminare la resistenza nemica e bloccare l'attacco Helghast.
Arrivati sulla stazione orbitale Sev e Rico si fanno strada tra le file nemiche, mentre Jammer raggiunge la sala comunicazioni. Nel frattempo Stahl e Orlock si incontrano e quest'ultimo ordina alla sua scorta di uccidere Stahl. A sorpresa però la scorta punta le armi su Orlock, in quanto corrotta da Stahl precedentemente. Successivamente Stahl ordina ai suoi incrociatori, nettamente più forti e avanzati tecnologicamente, di attaccare le navi di Orlock, causando una grande battaglia spaziale tra le fazioni Helghast. Con grande abilità, però, Orlock riesce a uccidere tutti i soldati, rimanendo da solo con Stahl. Quest'ultimo però riesce a uccidere Orlock e decide di salire sul suo incrociatore per intraprendere l'attacco alla Terra. Immediatamente Sev, Rico, Narville, Jammer e i rimanenti soldati ISA salgono sulle navicelle spaziali per fermare Stahl, tra il fuoco incrociato delle navi Helghast. Alla fine Stahl raggiunge il suo incrociatore e inizia i preparativi per la partenza. Sev però riesce ad annullare il lancio e a distruggere l'incrociatore, che esplodendo distrugge la stazione orbitale e gran parte di Helghan. Mentre Sev e gli altri scappano dall'esplosione, Jammer comunica l'assenza di segnale proveniente dal pianeta ormai morto. Scampato il pericolo, tutti gli ultimi soldati ISA riescono finalmente a scappare da Helghan.
Infine, in una scena a metà dei titoli di coda, due soldati Helghast alla ricerca di qualcosa attraverso alcune rovine, si imbattono in una capsula di salvataggio. Anche se l'identità del passeggero non è rivelata, uno dei soldati dice: "Bentornato, signore".

## Personaggi principali

### ISA
Sergente di Prima Classe Tomas "Sev" SevchenkoIl personaggio principale di Killzone 2 e di Killzone 3. Dopo gli eventi del secondo capitolo, si unisce ai superstiti per cercare di sopravvivere alla cattura e per fuggire da Helghan. Dopo essersi separato da Rico, si rifugia con gli altri soldati ISA nella giungla di Kaznan per poi essere catturato dagli Helghast e successivamente salvato proprio da Rico, dopo mesi nei quali aveva creduto che il compagno fosse morto. Insieme, poi, salveranno il capitano Narville e metteranno fine ai piani di conquista di Stahl riuscendo a fuggire dal pianeta. Come nel capitolo precedente si dimostra soldato eccellente, coraggioso e caparbio.
Sergente Rico VelasquezEx comandante della squadra Alpha, è responsabile dell'uccisione a sangue freddo dell'autarca Scolar Visari. Durante la fuga da Helghan, nel coraggioso tentativo di soccorrere Jammer e altri soldati braccati dagli Helghast, si separa da Sev contravvenendo all'ordine di ritirata di Narville: rischia così di rimanere schiacciato dall'ultimo incrociatore in caduta sul pianeta e viene creduto morto. Riappare dopo 6 mesi insieme ad un manipolo di superstiti, i 'Raiders', salvando Sev che era stato catturato dagli Helghast e accorrendo insieme a quest'ultimo in aiuto di Narville. In questo capitolo lo vediamo in forte contrasto con Narville, scaturito dalla sua irresponsabile azione nell'occasione della morte di Visari e ulteriormente inasprito dalla sua tendenza a disobbedire ad ordini che lui reputa sbagliati. Nonostante ciò il suo apporto si dimostrerà ancora una volta decisivo, riuscirà infatti a salvare la vita a Sev e Narville e a mantenere viva la resistenza contro gli Helghast al comando dei Raiders.
Capitano Jason NarvilleComandante della forza di invasione ISA su Helghan ormai costretta alla ritirata, si rifugia con i sopravvissuti nella giungla di Kaznan cercando di ripristinare il collegamento radio con la Terra per cercare di fuggire dal pianeta con i suoi uomini. Sente molto la responsabilità di riportare a casa i suoi uomini vivi e ciò talvolta prevale sulla determinazione in combattimento, che invece lo contraddistingueva nel precedente capitolo. Inizialmente nutre un profondo risentimento nei confronti di Rico per l'uccisione di Visari, mantenendo nei suoi confronti una certa diffidenza anche dopo essere stato salvato da morte certa agli stabilimenti della Stahl Arms. Nel prosieguo del gioco avrà però modo di ricredersi e di provare nuovamente stima per il compagno d'armi.
JammerGiovane soldatessa ISA, si unisce a Rico e ai suoi Raiders dopo il fallimento del primo tentativo di fuggire dal pianeta. Si mostra risoluta e coraggiosa, al punto da diventare la seconda in comando dei Raiders. È lei ad accompagnare Rico e Sev all'inizio della funicolare che porterà Rico e Sev alla Stahl Arms e, successivamente, a salvarli dalla fabbrica semovente mostrandosi molto abile e spericolata alla guida di un buggy ISA.
HooperOperativo agli ordini del capitano Narville, è un membro importante per la squadra ISA grazie alla sua capacità di ricoprire più ruoli. Mostra inoltre un notevole coraggio, sia in occasione del tentato disinnesco della rete difensiva di petrusite irradiata che quanto, sulla stazione orbitale, accorre in soccorso di Jammer aggredita da un soldato nemico. Ha una sorellina più piccola su Vekta e, in un momento di sconforto, è proprio il capitano a suggerirgli di pensare a lei per trovare la forza di restare vivo e combattere per poterla vedere di nuovo.

### Helghast
Autarca/Ammiraglio OrlockArcigno capo dell'esercito Helghast, ha il favore del consiglio di Helghan che tuttavia viene meno dopo la minaccia di Stahl di non rifornire più l'esercito con le sue armi. Guadagna nuovamente la fiducia degli anziani dopo la figuraccia rimediata da Stahl in occasione della mancata esecuzione di Narville, venendo così incoronato autarca. Dal momento che la guerra intestina con Stahl rappresenta secondo lui un ostacolo all'equilibrio interno del governo Helghast e alla sua autorità, progetta di eliminarlo ma il suo piano fallisce e viene ucciso a sua volta da un ormai impazzito Stahl. Nonostante la crudeltà tipica degli Helghast, egli mostra di avere realmente a cuore le sorti del governo e della sua razza.
Jorhan StahlÈ il presidente della Stahl Arms, la maggiore industria produttrice di armi di Helghan e per questo tiene la maggior parte dell'esercito in pugno. È lui che progetta di invadere la Terra e le colonie vicine utilizzando una nuova arma da lui creata, a seguito della scoperta della petrusite irradiata. Subito in contrasto con l'Ammiraglio Orlock e concorrente di quest'ultimo per il ruolo di autarca, la fiducia nei suoi confronti viene meno dopo l'infiltrazione degli ISA nel suo stabilimento. Nonostante i piani di Orlock, alla fine Stahl lo ucciderà nel tentativo di perseguire i suoi folli scopi. Quanto avviene nel finale pare rivelare la sua sopravvivenza.  Stahl è finora l'unico personaggio della serie che fuma.

## Doppiatori nella versione italiana
- Sergente Sevchenko: Silvio Pandolfi
- Sergente Rico Velasquez: Dario Oppido
- Capitano Narville: Ivo De Palma
- Jorhan Stahl: Federico Danti
- Ammiraglio Orlock: Natale Ciravolo
- Capo dei senatori: Marco Balzarotti
- Alcuni soldati Helghast: Alberto Olivero

## Nemici
- Fanteria: possono esser di più tipi soldati assalto (con il berretto), spie, élite, soldati rpg, fucilieri(con le bende attorno alla testa), piromani.
- ATAC: sentinelle volanti con mitra, droidi con lanciafiamme e rpg (si arrampicano molto velocemente), ragni esplosivi (solo sulla stazione orbitale).
- Predatori: armati solo di pugnali da polso ad aria compressa, emettono suoni e ruggiti tramite elmo.
- Jet pack: capaci di volare e armati di mitra.
- MAWLR: corazzato helgast quadrupede alto più di 100 metri, dotato di mortai, razzi, torrette automatiche e cannone ad arco, boss della discarica.
- Cecchini: soldati incappucciati dotati di fucile di precisione, se ne trovano molti al cannone ad arco helgast a Pyrrhus e durante la fuga dal palazzo di Visari.
- Corazzati: helgast molto aggressivi, protetti da impenetrabili armature e con mitra pesante, si incontrano solo due volte: alla discarica e alla stazione spaziale.
- APC: trasporti truppe con mitra, RPG e lame rotanti.
- Truppe decon: armature anti-petrusite e armi elettriche.

### Navi
- Navi trasporto: per scaricare truppe, a dei mitra.
- Navicelle d'assalto: si incontrano alla fine della stazione spaziale(mitra e missili al calore).
- Navi trasporto: con mitra.rompighiaccio: armati con lame, mitra e missili al calore, si trovano dopo la stahl arms

## Contenuti speciali
- Il 6 e il 12 aprile 2011 è uscito il DLC Steel Rain rispettivamente in Europa e in USA. L'espansione comprende 2 mappe multiplayer al costo di 4,99€ in Europa e di 4,99$ in America[10][11].
- Nel giugno 2011 è stato pubblicato il DLC Resurrection che presenta quattro mappe per il multiplayer, due inedite e due riprese da Killzone 2[11][12].
- Killzone: Ascendancy è un romanzo basato basato sul videogioco Killzone 3, uscito in America nel 2011 e nel febbraio 2012 in Italia.

## Accoglienza
La rivista Play Generation diede al gioco un punteggio di 95/100, apprezzando la progressione più varia ed emozionante rispetto al passato, le modalità aggiuntive e la grafica curatissima e come contro l'assenza della modalità cooperativa online ed alcune modifiche discutibili nel multiplayer, finendo per trovarlo per qualità tecnica e coinvolgimento uno dei migliori sparatutto per PS3 e grazie al Move l'esperienza sarebbe stata ancora più emozionante.

### Vendite
Sony ha dichiarato sono state vendute in tutto il mondo 500 000 copie di Killzone 3 in una sola settimana. Tali vendite sono inferiori a quelle di Killzone 2, che ha venduto durante la prima settimana 750 000 copie.

## Collector's Edition
Il gioco è stato venduto anche in un'edizione Collector's Edition contenente oltre al gioco una riproduzione della maschera del soldati Helghast, una custodia speciale, un art book da cento pagine, una statuetta DC Unlimited di un soldato Helghast ed alcuni DLC contenenti delle mappe e delle abilità da sbloccare.